# The Falcon and the Winter Soldier
The Falcon and the Winter Soldier (Falcon y el Soldado del Invierno en Hispanoamérica y Falcon y el Soldado de Invierno en España), es una miniserie de televisión estadounidense creada por Malcolm Spellman para el servicio de streaming, Disney+, basada en Marvel Comics, con los personajes Sam Wilson / Falcon y Bucky Barnes / Winter Soldier. Es la segunda serie de televisión del Universo cinematográfico de Marvel (MCU) producida por Marvel Studios, compartiendo continuidad con las películas de la franquicia, y se desarrolla seis meses después de que Sam Wilson recibiera el manto de Capitán América en la película Avengers: Endgame (2019). Wilson se une a Bucky Barnes para detener a los antipatriotas que creen que el mundo era mejor durante el Blip. Spellman se desempeñó como escritor principal de la serie, que fue dirigida por Kari Skogland.
Sebastian Stan y Anthony Mackie repiten sus respectivos roles como Barnes y Wilson de la saga de películas, con Wyatt Russell, Erin Kellyman, Danny Ramirez, Georges St-Pierre, Adepero Oduye, Don Cheadle, Daniel Brühl, Emily VanCamp, Florence Kasumba, y Julia Louis-Dreyfus también protagonizando. En septiembre de 2018, Marvel Studios estaba desarrollando varias series limitadas para Disney+ centradas en personajes secundarios de las películas del UCM como Wilson y Barnes. Spellman fue contratado en octubre y optó por centrarse en los problemas raciales y políticos planteados por Wilson, un hombre negro, al que se le entregó el escudo del Capitán América al final de Endgame. The Falcon and the Winter Soldier se anunció en abril de 2019, cuando se confirmó que Stan y Mackie serían los protagonistas. Skogland fue contratada para dirigir el siguiente mes. El rodaje comenzó en octubre de 2019 en Atlanta, Georgia, antes de mudarse a la República Checa en marzo de 2020. La producción se detuvo debido a la pandemia de COVID-19, pero se reanudó en Atlanta el mes de septiembre antes de concluir en la República Checa en octubre.
The Falcon and the Winter Soldier estrenó el 19 de marzo de 2021 y constó de seis episodios, que se emitieron semanalmente hasta el 23 de abril de 2021. Es parte de la Fase Cuatro del UCM. La serie recibió críticas positivas, y los críticos destacaron la química de los actores y los comentarios sociales de la serie, pero criticaron su ritmo. Recibió varios reconocimientos, incluidas cinco nominaciones al Premio Primetime Emmy. Una película, Captain America: Brave New World (2025) continúa la historia de Wilson de la serie.

## Premisa
Seis meses después de recibir el manto de Capitán América al final de Avengers: Endgame (2019), Sam Wilson se une a Bucky Barnes en una misión global para detener a un grupo antipatriotista, los Flag Smashers, que han sido mejorados con una recreación del Suero del Súper Soldado y creen que el mundo era mejor durante el Blip.

## Reparto y personajes
- Sebastian Stan como Bucky Barnes / Winter Soldier:
Un soldado mejorado y el mejor amigo de Steve Rogers durante la década de 1940. Presumido muerto en combate durante la Segunda Guerra Mundial resurgió en la actualidad como un asesino. Su programación fue eliminada más tarde,[7][8] y el personaje ahora está atravesando una crisis de identidad.[8] El escritor principal, Malcolm Spellman señaló que Barnes no ha hecho "nada más que luchar" en los últimos 100 años, y la serie no pudo evitar el trauma por el que ha pasado.[9] Stan explicó que Barnes estaría luchando con su pasado asesino mientras se adaptaba a la vida en el siglo XXI sin Rogers, tras el final de Avengers: Endgame (2019).[10] y estaba teniendo una crisis de identidad.[8] La coproductora ejecutiva, Zoie Nagelhout explicó que Barnes trabajaría para "desahogarse" de su vida como Soldado del Invierno, pero que el lado más oscuro del personaje aún se vería durante la serie.[8]
- Anthony Mackie como Sam Wilson / Falcon / Capitán América:
Un Vengador y pararrescatador que fue entrenado por el ejército en combate aéreo usando un paquete de alas especialmente diseñado.[7][8] Wilson recibió el Escudo del Capitán América por Rogers al final de Endgame,[11] y la serie amplía este momento para explorar las implicaciones de que un hombre negro reciba ese manto.[12] Wilson inicialmente continúa usando solo el apodo de Falcon en la serie,[13] y Mackie dijo que la historia retrataría al escudo como una carga para el personaje.[9] Añadió que Wilson está cuestionando cómo "un hombre negro [puede] representar a un país que no lo representa".[8] Wilson finalmente toma el escudo para convertirse en el nuevo Capitán América.[2] Mackie dudaba sobre la serie, sentía que no igualaría la calidad de las películas del MCU y no quería que un actor negro liderara el primer fracaso de Marvel, pero los guiones lo conquistaron.[12]
- Wyatt Russell como John Walker / Capitán América / U.S. Agent:
Un Capitán condecorado de los Rangers del Ejército de los Estados Unidos,[14] y el nuevo Capitán América elegido por el gobierno de los Estados Unidos. Intenta unirse a Wilson y Barnes en su lucha,[15][8][16] y cree que es una mejor encarnación de los valores estadounidenses que Rogers.[9] Después de ser despojado del título de Capitán América, Valentina Allegra de Fontaine le da a Walker el apodo de U.S. Agent.[2] Spellman describió a Walker como un soldado que "ha hecho todo lo que su país le ha pedido" y ahora se enfrenta a una realidad en la que su vida y su sentido del deber hacia los Estados Unidos; "lo desafían de una manera que trastorna y aniquila su privilegio".[6] Russell agregó que Walker era un "hombre de compañía" que podría aventurarse en "las áreas grises" para completar la misión, algo que Rogers no habría hecho con sus "obligaciones morales y éticas".[17] Él tenía espacio para darle forma ya que esta es su introducción al UCM.[8] Spellman dijo que Walker se inspiró en el personaje del cómic, que usa el apodo de U.S. Agent, pero la serie se había alejado de la representación del cómic para agregar algunas dimensiones diferentes.[18] Feige agregó que un hombre blanco, Russell, fue elegido específicamente como el nuevo Capitán América como comentario sobre cómo el gobierno de los Estados Unidos no querría que un hombre negro como Wilson asumiera ese papel.[19]
- Erin Kellyman como Karli Morgenthau:
La líder del grupo antipatriotismo Flag Smashers, que se enriquecen con una recreación del Suero del Súper Soldado y creen que el mundo era mejor durante el Blip, luchando por las fronteras nacionales abiertas.[6] Spellman llamó a Morgenthau "el pegamento de la serie". Flag-Smasher en los cómics es una identidad asumida por personajes masculinos, en particular Karl Morgenthau. Kellyman sintió que era importante que el personaje fuera cambiado de género para la serie, dándole a las mujeres jóvenes un personaje al que pudieran "admirar y relacionarse ahora". Agregó que, dado que Karli no es un hombre de mediana edad como Karl, la perspectiva de Karli sobre la vida y las acciones que realiza provienen de una perspectiva diferente.[20]
- Danny Ramirez como Joaquin Torres / Falcon:
Un primer teniente de Fuerza Aérea de los Estados Unidos quien trabaja como personal de apoyo de Wilson y está investigando a los Flag Smashers. La directora Kari Skogland llamó a Torres "un poco como un cachorrito" que es fanático de Falcon y disfruta de trabajar junto a él.[6]
- Georges St-Pierre como Georges Batroc: Un mercenario que es el líder del grupo criminal, «LAF».[6][21]
- Adepero Oduye como Sarah Wilson:
La hermana de Sam que dirige el negocio de pesca de la familia Wilson en Luisiana.[22][23] Sarah representa la vida de Sam mientras crecía en el Sur y fue incluida en la serie para tener opiniones sólidas y presentar un aspecto crucial para Sam con respecto a su decisión de tomar el manto del Capitán América.[24]
- Don Cheadle como James "Rhodey" Rhodes:
Un oficial de la Fuerza Aérea de los Estados Unido y Vengador.[25] Skogland explicó que Rhodes desempeña un papel de mentor para Wilson en la serie, dándole razones a favor y en contra de asumir el manto del Capitán América y al mismo tiempo brindándole una visión del mundo más amplio después del Blip.[26]
- Daniel Brühl como Helmut Zemo:
Un barón sokoviano que fue responsable de la ruptura de los Vengadores en Capitán América: Civil War (2016).[27][28] La serie presenta la máscara púrpura tradicional de Zemo de los cómics,[28] que Brühl estaba entusiasmado con usarla;[29] se sentía como un barón con el traje actualizado, que apunta a la versión aristocrática de Baron Zemo del personaje de los cómics.[18] Brühl estaba encantado de volver al papel y disfrutó del mayor sentido del humor del personaje,[30] y agregó que la serie se sentía conocida y fresca para él en comparación con Civil War.[29] Skogland estaba emocionada de explorar la complejidad de Zemo después del lugar oscuro en el que Civil War lo dejó,[31] con la serie que muestra que ha perdido todo y está pagando por sus crímenes.[8] Spellman dijo que la serie exploraría la historia de origen de Zemo, y muestra cómo el personaje se ve a sí mismo como un héroe.[32]
- Emily VanCamp como Sharon Carter / «Power Broker»:
Una exagente de S.H.I.E.L.D. y la CIA, y la sobrina de Peggy Carter,[15][2] que se ha convertido en la líder criminal de Madripoor conocida como «Power Broker»,[33] después de haber estado huyendo desde que fue vista por última vez en Civil War.[34] Anthony y Joe Russo y Christopher Markus y Stephen McFeely, los directores y escritores de Avengers: Infinity War (2018) y Endgame, habían intentado incorporar a Carter en esas películas en numerosas ocasiones, pero al final no se dio la oportunidad debido al gran número de otros personajes que ya aparecían. Cuando comenzó el desarrollo de The Falcon and the Winter Soldier, se convirtió en el lugar para que Marvel Studios continuara la historia del personaje después de Civil War.[35] VanCamp explicó que Carter está en un lugar oscuro y tiene un resentimiento en la serie, y estaba interesada en explorar estos nuevos lados del personaje.[8][36] Nagelhout notó que el personaje se había desarrollado fuera de la pantalla, [33] y VanCamp dijo que se insinuaba que los eventos entre Civil War y el comienzo de la serie habían sido difíciles para Carter por la forma en que ella está representada en la serie.[36] Cuando VanCamp se enteró de que Carter era Power Broker, sintió que solidificó la versión del personaje que aparece en la serie, y calificó la revelación como "muy apropiada [ya que] ella fue herida y despreciada y se volvió rebelde".[33] Spellman dijo que los escritores optaron por no "ser falsos" simplemente diciendo que había estado escondida desde Civil War, y en cambio querían mostrar una versión evolucionada del personaje que había respondido al desprecio de la comunidad de inteligencia.[35]
- Florence Kasumba como Ayo: una miembro de las Dora Milaje, las fuerzas especiales femeninas de Wakanda.[37]
- Julia Louis-Dreyfus como Valentina Allegra de Fontaine:
Una condesa que se encuentra con Walker y le da el apodo de U.S. Agent.[38][2] El productor ejecutivo Nate Moore describió a Fontaine como una versión más divertida pero más oscura de Nick Fury que tiene secretos y opera en el "área gris moral",[39] con Feige describiéndola como en "modo de reclutamiento".[40]

Los miembros recurrentes de Flag Smashers incluyen a Desmond Chiam como Dovich, Dani Deetté como Gigi, Indya Bussey como DeeDee, Renes Rivera como Lennox, Tyler Dean Flores como Diego, y Noah Mills como Nico. También son recurrentes Amy Aquino como Christina Raynor, la terapeuta de Barnes; Chase River McGee y Aaron Haynes como los sobrinos de Sam Wilson, Cass y AJ; Alphie Hyorth como senador de los Estados Unidos y representante de los Estados Unidos en el Consejo de Repatriación Global (GRC); Clé Bennett como Lemar Hoskins / Battlestar, un sargento mayor en el ejército de los Estados Unidos y compañero de la fuerza de ataque del Capitán América; Carl Lumbly como Isaiah Bradley, un veterano afroamericano de la guerra de Corea y súper soldado que fue encarcelado y experimentó durante 30 años; Elijah Richardson como el nieto de Isaiah, Eli Bradley; y Gabrielle Byndloss como Olivia Walker, la esposa de John.
Las estrellas invitadas adicionales incluyen a Ken Takemoto como Yori Nakajima, el padre de una de las víctimas del Soldado de Invierno; Miki Ishikawa como Leah, una camarera que tiene una cita con Barnes; Ness Bautista como Matias, miembro de los Flag Smashers; Neal Kodinsky como Rudy, seguidor de los Flag Smashers; Verónica Falcón como Donya Madani, la madre adoptiva de Morgenthau; Olli Haaskivi como Wilfred Nagel, el científico quien recreó el Suero del Súper Soldado; y Nicholas Pryor como Oeznik, el mayordomo de Zemo. Janeshia Adams-Ginyard y Zola Williams interpreta a Nomble y Yama, respectivamente, ambos miembros de Dora Milaje. Otros miembros de GRC incluyen a Salem Murphy como Lacont, el representante de India, y Jane Rumbaua como Ayla Perez, representante de Filipinas. La corresponsal de Good Morning America, Sara Haines hace un cameo como ella misma.

## Episodios
| N.º | Título                                                               | Dirigido por  | Escrito por                     | Fecha de lanzamiento original |
| --- | -------------------------------------------------------------------- | ------------- | ------------------------------- | ----------------------------- |
| 1 | «New World Order» «Un nuevo orden mundial»                           | Kari Skogland | Malcolm Spellman                | 19 de marzo de 2021           |
| Seis meses después de que la mitad de toda la vida regresara del Blip, Sam Wilson detiene a Georges Batroc y al grupo terrorista LAF, que secuestraron un avión y tomaron como rehén a un oficial de la Fuerza Aérea, con apoyo del primer teniente Joaquín Torres. Wilson, quien se le dio el manto del Capitán América por Steve Rogers, lucha con esta idea y decide dar el escudo de Rogers al gobierno de los Estados Unidos para una exhibición en un museo. Bucky Barnes, quien recientemente fue indultado, asiste a terapia ordenada por el gobierno. Habla de sus intentos de enmendar su tiempo como un asesino con el cerebro lavado, el Soldado del Invierno. Torres investiga a otro grupo terrorista, los Flag Smashers, que creen que la vida fue mejor durante el Blip. Torres es herido por un miembro del grupo con una fuerza sobrehumana cuando los presencia robar un banco en Suiza. Más tarde le informa a Wilson de esto, quien ha estado tratando de ayudar a su reacia hermana Sarah con el negocio familiar de pesca en Delacroix, Luisiana. Luego se entera de que el gobierno ha nombrado a un nuevo Capitán América, John Walker. |                                                                      |               |                                 |                               |
| 2 | «The Star-Spangled Man» «El patriota / El hombre estrellado»         | Kari Skogland | Michael Kastelein               | 26 de marzo de 2021           |
| Walker hace una aparición en Good Morning America como el Capitán América y revela su deseo de estar a la altura del manto de Rogers. Barnes le dice a Wilson que debería haberse quedado con el escudo antes de acompañarlo a Múnich, donde los Flag Smashers y su líder Karli Morgenthau están robando un cargamento de medicamentos. Wilson y Barnes atacan al grupo, pero los terroristas son todos súper soldados y dominan al par. Walker y Lemar Hoskins llegan para ayudar, pero los Flag Smashers escapan. Walker quiere trabajar con Barnes y Wilson, pero ellos se niegan. Al viajar a Baltimore, Barnes le presenta a Wilson a Isaiah Bradley, un veterano súper soldado activo durante la guerra de Corea. Sin embargo, Bradley se niega a ayudarlos a descubrir información sobre supersoldados adicionales debido a que el gobierno de los EE. UU. e Hydra lo encarcelaron y experimentaron durante 30 años. Barnes es arrestado por faltar a una cita de terapia, pero Walker lo libera. Barnes y Wilson nuevamente se niegan a trabajar con Walker, y Barnes le sugiere a Wilson que visiten al encarcelado Helmut Zemo. |                                                                      |               |                                 |                               |
| 3 | «Power Broker» «Los entretelones del poder / Tráfico de influencias» | Kari Skogland | Derek Kolstad                   | 2 de abril de 2021            |
| Zemo se ofrece a ayudar a detener a los Flag Smashers, por lo que Barnes organiza un motín en la prisión para ayudarlo a escapar de la prisión. Viajan a Madripoor, una ciudad-isla santuario criminal dirigida por el misterioso «Power Broker». La criminal de alto rango, Selby revela que el Mediador de Poder contrató al ex científico de Hydra, el Dr. Wilfred Nagel para recrear el Suero de Súper Soldado. Selby muere cuando se expone la identidad de Wilson, y todos los cazarrecompensas de Madripoor apuntan a Wilson, Barnes y Zemo. Sharon Carter, quien ha estado viviendo como fugitiva en la isla, salva al trío y los dirige al laboratorio de Nagel. Aprenden que creó veinte dosis del suero, que Morgenthau robó. Los cazarrecompensas los atacan y Zemo mata a Nagel en el caos antes de encontrar un vehículo para escapar. Carter se queda atrás y Wilson promete que la perdonará. Los Flag Smashers asaltan y bombardean una instalación de almacenamiento del Consejo Global de Repatriación (GRC) en Lituania mientras Zemo, Barnes y Wilson los buscan en Letonia. Barnes es confrontado por Ayo, miembro de las Dora Milaje de Wakanda. |                                                                      |               |                                 |                               |
| 4 | «The Whole World Is Watching» «El mundo nos observa»                 | Kari Skogland | Derek Kolstad                   | 9 de abril de 2021            |
| Ayo le da a Barnes ocho horas para usar a Zemo antes de que los Wakandianos se lo lleven, ya que Zemo mató a su rey T'Chaka. Zemo ayuda a encontrar a Morgenthau en el funeral de su madre adoptiva, donde Walker y Hoskins los interceptan. Wilson habla con Morgenthau a solas e intenta persuadirla para que ponga fin a la violencia, pero un impaciente Walker interviene y se produce una pelea. Zemo destruye la mayor parte del suero antes de que Walker lo detenga, quien secretamente toma el último vial. Ayo y las Dora Milaje vienen por Zemo, pero Walker se niega a entregarlo. En la pelea, las Dora Milaje humillan a Walker mientras Zemo escapa. Morgenthau amenaza a Sarah, lo que obliga a Wilson a reunirse con ella para intentar persuadirlo de que se una a ella. Walker y Hoskins se enfrentan a otros miembros de Flag Smashers, lo que lleva a otra pelea en la que Morgenthau mata accidentalmente a Hoskins. Enfurecido por la muerte de su amigo y habiendo tomado el suero, Walker usa el escudo para matar a uno de los Flag Smashers frente a los transeúntes horrorizados, que filman sus acciones. |                                                                      |               |                                 |                               |
| 5 | «Truth» «La verdad»                                                  | Kari Skogland | Dalan Musson                    | 16 de abril de 2021           |
| Wilson y Barnes rastrean a Walker y le exigen el escudo, y finalmente lo toman después de una pelea en la que el brazo de Walker se rompe y el traje de alas de Wilson se destruye. Barnes encuentra a Zemo en Sokovia y lo entrega a las Dora Milaje de Wakanda para que estas se lo lleven bajo custodia, mientras que por otro lado, Walker es llevado a la corte marcial, donde recibe una baja honorable y es despojado de su papel de Capitán América por sus acciones recientes. Más tarde, se encuentra con Contessa Valentina Allegra de Fontaine. Wilson deja el traje de alas dañado con Torres y regresa a los EE. UU. Para visitar a Bradley, quien revela más sobre su pasado, incluido su encarcelamiento después de rescatar a compañeros soldados con los que también se había experimentado. Wilson regresa a casa y ayuda a su hermana a arreglar el barco familiar, con la ayuda de varios de sus vecinos y Barnes, quien le entrega a Wilson un maletín por encargo de los wakandianos. Mientras entrenaban con el escudo, Wilson y Barnes acuerdan dejar atrás su pasado y trabajar juntos. Los Flag Smashers planean un ataque a la conferencia de GRC y se les une Batroc, quien ha sido liberado de la prisión con la ayuda de Sharon Carter, quien aparentemente cuenta con su propia agenda. Mientras tanto, Wilson abre el maletín de Wakanda y se maravilla con lo que hay dentro. En una escena poscréditos, Walker construye un nuevo escudo hecho con metal escarpado y sus medallas de guerra. |                                                                      |               |                                 |                               |
| 6 | «One World, One People» «Un mundo, un pueblo»                        | Kari Skogland | Malcolm Spellman & Josef Sawyer | 23 de abril de 2021           |
| Wilson, ahora con su nuevo uniforme y traje de vuelo de Capitán América, llega a Nueva York para salvar al GRC del ataque de los Flag Smashers con la ayuda de Barnes, Carter y Walker. Carter, que se revela como el Mediador de Poder, separa a Morgenthau de los demás y la enfrenta. Batroc amenaza con exponer a Carter, pero ella lo mata. Wilson intenta razonar con Morgenthau, pero Carter la mata cuando ella le apunta con un arma. Después de llevarse el cadáver de Morgenthau, Wilson convence al GRC de posponer el voto de reubicación forzosa y hacer esfuerzos para ayudar a las personas por las que Morgenthau murió luchando. También hace que un monumento dedicado a Bradley sea agregado a la exhibición del museo del Capitán América. Mientras tanto, en el camino a la prisión, La Balsa, el mayordomo de Zemo explota a los demás Flag Smashers mejorados con suero. De Fontaine le da a Walker un nuevo uniforme y le pide que se convierta en un nuevo súper soldado con nombre en código de U.S. Agent. Barnes se enmienda diciéndole a Nakajima que mató a su hijo cuando era el Soldado del Invierno. Tiempo después, Sam y Bucky celebran su victoria en el muelle junto a toda la familia de Sam. En una escena de créditos intermedios, después de recibir un perdón total y una oferta para unirse a la CIA, Carter llama a uno de sus contactos y les dice que informen a sus compradores que ahora tienen acceso a recursos del gobierno estadounidense.                                 |                                                                      |               |                                 |                               |

## Producción

### Desarrollo
Para septiembre de 2018, Marvel Studios estaba desarrollando varias series limitadas para el servicio de streaming de Disney, Disney+, para centrarse en los personajes secundarios de las películas del Universo cinematográfico de Marvel (UCM) que no habían protagonizado sus propias películas. Se esperaba que los actores que representaban a los personajes de las películas repitieran sus papeles para las series web. Se esperaba que las series tuvieran entre seis y ocho episodios cada una y que tuvieran un "presupuesto considerable que rivalizara con el de una producción de estudio importante". Las series serían producidas por Marvel Studios en lugar de Marvel Television, que produjo series de televisión anteriores en el UCM. Se creía que el presidente de Marvel Studios, Kevin Feige, estaba desempeñando un "papel práctico" en el desarrollo de cada serie, enfocándose en la "continuidad de la historia" con las películas y "manejando" a los actores que estarían repitiendo sus papeles de las películas.
Malcolm Spellman fue uno de varios escritores a los que se les pidió hacer un pitch de una serie centrada en Sam Wilson / Falcon de Anthony Mackie y Bucky Barnes / Winter Soldier de Sebastian Stan. Feige creía que las películas del MCU no habían explorado estos dos personajes lo suficiente, y Marvel Studios especialmente quería explorar más a la pareja después de ver la reacción de la audiencia a su "divertida dinámica" en las películas del MCU, Captain America: The Winter Soldier (2014) y Capitán América: Civil War (2016). Mackie y Stan habían expresado previamente su interés en protagonizar juntos una película derivada del MCU, y Stan comparó la idea con buddy films de comedia como Midnight Run (1988) y 48 Hrs. (1982). La intención de Marvel Studios era la serie para usar el formato de "amigo de dos manos" como esas películas. Cada escritor desarrolló su argumento para la serie con un ejecutivo de Marvel Studios; Spellman trabajó con Nate Moore y su discurso se centró en la raza y la identidad. Dio 48 Hrs., The Defiant Ones (1958), Lethal Weapon (1987) y Rush Hour (1998) como ejemplos de películas de amigos que trataban temas de raza y que él quería modelar en la serie. Spellman tenía migraña cuando le presentó su versión a Feige, y sintió que la presentación no salió bien. Moore abogó por Spellman y su enfoque, lo que el escritor sintió porque Moore estuvo de acuerdo en que centrarse en la raza era la dirección correcta para la serie. Spellman fue contratado para escribir la serie limitada a fines de octubre de 2018. Feige sintió que Spellman era la persona adecuada para el trabajo porque entendió lo que se necesitaba para hacer que la serie fuera divertida y llena de acción, además de ser un escritor de televisión masculino negro que le dio el punto de vista que se necesitaba para contar el tipo de historia sobre Wilson que Marvel Studios quería contar.
La serie se anunció en abril de 2019 como The Falcon and the Winter Soldier, Esta fue la primera serie de televisión desarrollada por Marvel Studios, y Spellman dijo que fue "una especie de curva de aprendizaje" para el estudio, que la abordó como una película de seis horas. Kari Skogland fue contratada el mes siguiente para dirigir los seis episodios, que duran entre 45 y 55 minutos cada uno, con Presupuestos que, según se informa, alcanzan los 25 millones de dólares. Feige, Louis D 'Esposito, Victoria Alonso, Moore, Skogland y Spellman fueron los productores ejecutivos de la serie, que en los créditos del sexto episodio se titula Captain America and the Winter Soldier.

### Guion

#### Origen y tono
Además de Spellman, los escritores de la serie incluyen a Michael Kastelein, Derek Kolstad, Dalan Musson y Josef Sawyer; Kolstad se unió a la serie en julio de 2019, y dijo que haría "un guiño y una referencia" al estilo de construcción mundial y desarrollo de personajes de su franquicia cinematográfica John Wick. Él sintió que era interesante tomar personajes secundarios de las películas y los puso en funciones principales de la serie, y ha añadido que otros personajes de películas del UCM anteriores se acodan en la serie y cambiar la narración de nuevas maneras. Algunos elementos iniciales de la serie se decidieron antes de que contrataran a Spellman, incluidos los roles de los personajes; Helmut Zemo, Valentina Allegra de Fontaine y Sharon Carter. Esta última se convierte en «Power Broker», que se inspiró en un cómic de la década de 1990, Captain America donde Carter fue exiliada de S.H.I.E.L.D. y se volvió "súper ácida".
Jackman describió la serie como un drama psicológico, mientras Mackie y Stan, dijeron que era "en parte, llena de epicidad, acción y superhéroes, parte comedia de amigos incómoda". Stan comparó el tono de la serie a la película UCM más realista y conectada a tierra, Capitán América: The Winter Soldier. Agregó que tener un tiempo de funcionamiento más largo que una película permitió que la serie explorara la vida personal de los personajes principales y muestre como es un día en cada una de sus vidas, y dijo que combinaría la relación existente de los personajes con la dinámica detrás de cámaras de los actores. Spellman quería "ir a casa" con los personajes y dejar que los actores muestren sus habilidades en lugar de centrarse simplemente en la acción, y dijo que el espíritu y el conflicto de los personajes principales fueron lo que se mantuvo consistente como el proyecto desarrollado a partir de su proyecto inicial a la serie final. Él los comparó con el fuego y el hielo, diciendo: "Sam reacciona espontáneamente desde su intuición, y Bucky es más frío y calculado". Spellman dijo que había un "momento de 12 segundos en Civil War donde se siente como cada fan de Marvel sabía que [Wilson y Barnes iban a ser capaces de apoyar una película o una franquicia", que se refiere a una escena en la que los dos personajes discuten sobre el asiento de Wilson. La serie se basa en la química de esa escena en lugar de desarrollar su tono desde cero. Los escritores también referenciaron las diversas entrevistas de prensa realizadas por Mackie y Stan para ayudar a crear la relación y la dinámica de los personajes. Skogland y Spellman notaron que Wilson y Barnes no son necesariamente amigos en las películas, pero tienen Rogers como un "denominador común". Sin Rogers, la relación subyacente de la pareja ahora está "puesta al descubierto" y forzada a desarrollarse. Stan dijo que sin Rogers, Barnes y Wilson entraban en "esquinas opuestas en términos de enfrentar sus vidas [y] sus demonios", pero cada uno estaban haciendo las mismas preguntas.

#### Escenario y temas
La serie se establece seis meses después de la película Avengers: Endgame (2019), que presenta a Steve Rogers legando su escudo y el rol del Capitán América a Wilson. Feige dijo que esto tenía la intención de ser un "pasaje clásico de la antorcha de un héroe a otro", pero cuando Marvel Studios tuvo la oportunidad de hacer series de televisión para Disney+, decidieron expandir esto a una historia completa sobre Wilson, que es un hombre negro, convirtiéndose en el Capitán América. Mackie explicó que había un "tipo de persona" específica que se esperaba de Capitán América, y Wilson se pregunta si debería asumir el rol como un Hombre negro que comprende lo diferente que lo ven las personas. Stan dijo que Barnes se siente protector con el legado de Rogers, y quiere que Wilson se convierta en el Capitán América desde que era la elección de Rogers. La duda de que Wilson tiene acerca de asumir el papel se convierte en un conflicto para Barnes. Con respecto a la progresión de Wilson en la serie de ser reacios a desarrollar el escudo para finalmente usarlo, Skogland indicó que necesitaba "participar en una conversación pública y privada de lo que significa para un hombre negro recoger un símbolo históricamente blanco, que lo ayudaría a definir lo que significa ser un héroe en la sociedad moderna frente a cuando Rogers se convirtió en el Capitán de América en la década de 1940. Skogland también creía que esta era una progresión importante para que los espectadores tengan junto con Wilson, ya que "el escudo significa diferentes cosas para diferentes personas" y todos los aspectos de ello como un símbolo necesario para ser explorado.
Feige dijo que la serie sería más un reflejo del mundo real que los proyectos anteriores del UCM. Spellman sintió que la serie era "una buena progresión" de los temas de la identidad racial que se presentaron en Black Panther (2018) de Marvel Studios y tenía la esperanza de que la serie tuviera un impacto positivo en los jóvenes negros como lo hizo esa película. Señaló que, además de sí mismo y a Moore, más de la mitad del personal de escritura de la serie también era negro, lo que reforzaba la representación de la serie de Wilson como un "carácter decididamente negro". Mackie dijo que estaba recogiendo el manto dejado por el protagonista de Black Panther, Chadwick Boseman, quien murió en agosto de 2020. Sin embargo, una vez que Skogland fue contratada, los temas raciales ya no fueron tan centrales en la serie como lo habían sido inicialmente en los guiones de Spellman. Otros "temas difíciles de abordar" que la serie explora, según Skogland, incluyen ideas de patriotismo y extremismo, planteando las preguntas: "¿Quién es un estadounidense y que se entiende para decidir qué principios representa el país? ¿Qué lo obliga? ¿Las personas para tomar acciones extremas en nombre de lo que creen que es el patriotismo?" Skogland señaló que el Capitán América siempre se ha utilizado para explorar ideas políticas, ya que el primer cómic del personaje en 1941, donde se mostró perforando a Adolf Hitler. Stan dijo que los espectadores podrían comparar los eventos en la serie al asalto al Capitolio de los Estados Unidos de 2021, aunque esto era involuntario, ya que la serie se escribió antes de ese evento.
El Blip—donde la mitad de toda la vida en el universo desapareció en Avengers: Infinity War (2018) y regresaron durante Endgame, es el conflicto principal de la serie. Spellman dijo que querían que esta crisis fuera algo con lo que los espectadores pudieran identificarse, y comparó el Blip con la pandemia de COVID-19, ya que ambas condujeron a "un mundo que lucha por la estabilidad después de una catástrofe global". Cada episodio de la serie explora si el Blip unirá o dividirá al mundo. Los principales antagonistas de la serie, los Flag Smashers, son un grupo anarquista y antipatriotista que cree que el mundo fue mejor durante el Blip. El papel de esos personajes se creó para la serie y luego se eligió el nombre de Flag Smashers de los cómics como una combinación apropiada, en lugar de que los escritores adaptaran intencionalmente los Flag Smashers para la serie. Los Flag Smashers y Helmut Zemo creen que son héroes y están respondiendo a la lista de puntos de vista que hacen que los protagonistas y la población más amplia concedan que sean puntos válidos. Skogland creía establecer la serie seis meses después de que el Blip era crítico, ya que es cuando las complicaciones de todos los que regresan comienzan a superar el choque inicial y la alegría. Los productores co-ejecutivos, Zoie Nagelhout y Moore, dijeron que la serie le mostrara a Wilson y Barnes intentando averiguar sus identidades, y el Blip afectaría esto. Spellman agregó que la identidad es uno de los temas principales de The Falcon and the Winter Soldier, con la historia que obliga a Wilson, Barnes, Sharon Carter y Zemo a cada uno "repensar cómo se ven a sí mismos y confrontar cómo los ve el mundo". La serie había planeado presentar una historia con Wilson y Barnes trabajando para detener una enfermedad de rápida propagación, que se rumoreaba que era parte del arco de los Flag Smashers y se creía que había sido eliminada de la serie dadas las similitudes con la pandemia de COVID-19; Spellman negó que la historia fuera eliminada debido a las similitudes con la pandemia.
Spellman creó la serie usando su conocimiento general de Marvel Comics y el UCM, junto con la de Moore y Nagelhout, en lugar de basarse en los cómics específicos, aunque nombró el cómic Truth: Red, White & Black como una gran influencia en la serie. Moore no le gustaba ese cómic cuando lo leyó, pero le gusta las ideas que planteaba y sintió Spellman, que aboga fuertemente por el uso de elementos del cómic, había integrado los elementos de la historia en la serie de una manera inteligente. Feige estaba nervioso por la adaptación de Truth porque sentía que no sería capaz de hacer justicia a ella y su personaje principal, Isaiah Bradley, si fueran sólo una pequeña parte de la serie, pero cambió de opinión cuando vio cómo era el centro de Isaiah a los temas de la serie. Skogland dijo que los escritores crearon personajes únicos para la serie y volvería a los cómics para encontrar nombres apropiados que se ajustan a esos arquetipos, aunque no eran traducciones directas de la forma en que se utilizaron en los cómics; los Flag Smashers eran un ejemplo de esto. Con la adquisición de 21st Century Fox por parte de Disney que permiten a Marvel Studios recuperar los derechos de la película a los X-Men y Cuatro Fantásticos, Marvel Studios fue capaz de incluir elementos de esas propiedades en la serie. Esto incluye la ubicación Madripoor, que Feige dijo que era "más de un huevo de Pascua en y por sí misma". Por delante del estreno de la serie, Spellman dijo que había tres proyectos de Marvel Studios que conocía que conectarían a la serie.

### Casting

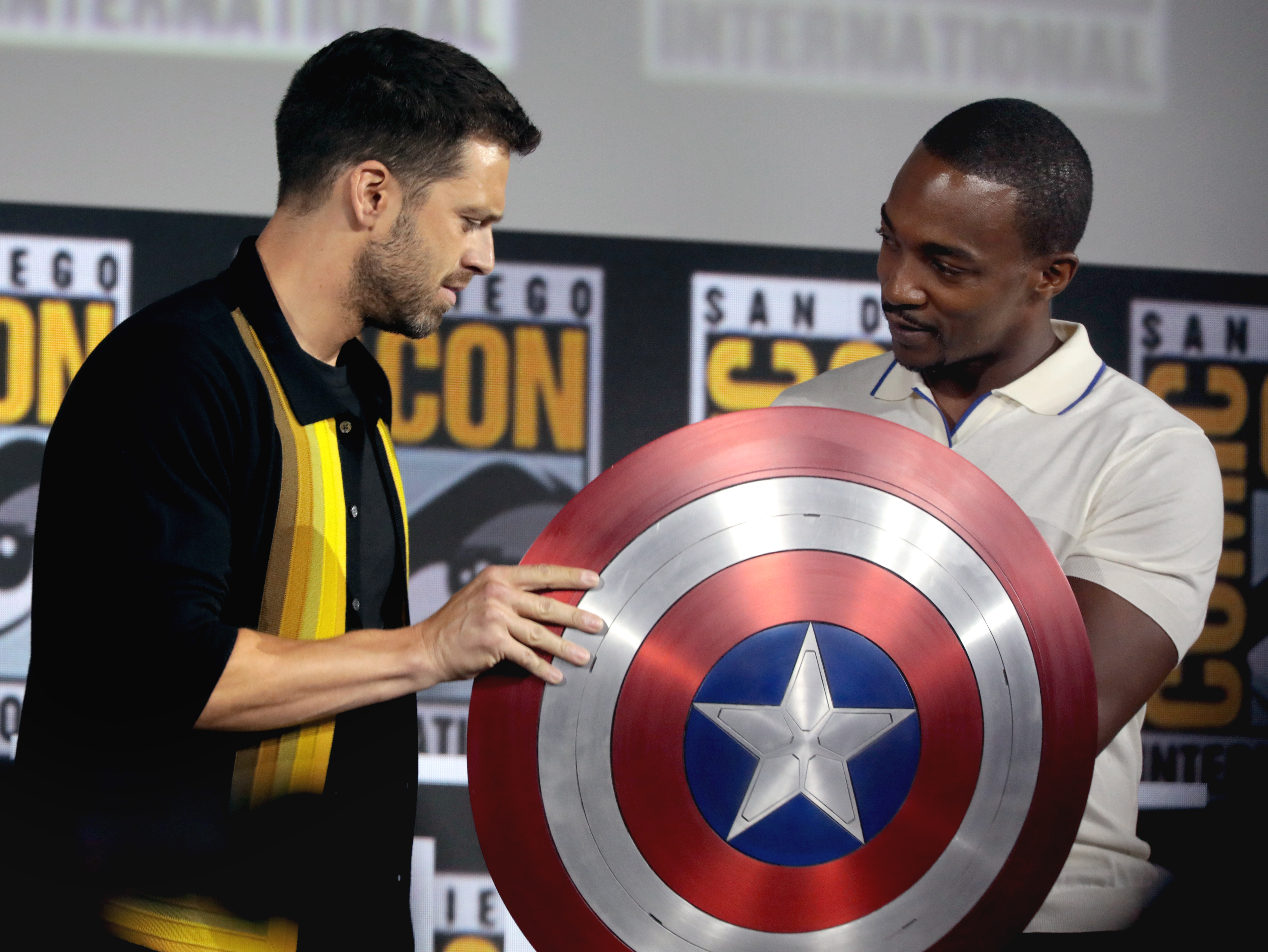
Stan y Mackie en la Comic-Con de San Diego 2019 promocionando la serie

Con el anuncio oficial de la serie en abril de 2019, llegó la confirmación de que Mackie y Stan retomarían sus papeles de Wilson y Barnes, respectivamente, en la serie. Al mes siguiente, Daniel Brühl y Emily VanCamp entraron en negociaciones para repetir sus papeles cinematográficos de Helmut Zemo y Sharon Carter, respectivamente. Brühl fue confirmado para la serie en julio de 2019, y VanCamp fue confirmada un mes después cuando se anunció que Wyatt Russell sería elegido para la serie como John Walker. El trabajo anterior de Russell que representaba al "holgazán con cabello largo y barba" no se prestaba para este papel, pero a Marvel le gustó cómo su "energía única" diferenciaba a Walker de Wilson y Barnes.
Fotos del set en noviembre de 2019 revelaron que Adepero Oduye aparecería en la serie, interpretando a la hermana de Sam, Sarah Wilson, Fotos adicionales del set en septiembre de 2020, revelaron que Georges St-Pierre volvería a interpretar su papel de Georges Batroc de Captain America: The Winter Soldier, y que Erin Kellyman se había unido al elenco, interpretando a Karli Morgenthau. Al mes siguiente, Danny Ramirez fue elegido para "un papel fundamental" de Joaquin Torres. La participación de Kellyman se confirmó en diciembre. En febrero de 2021, Don Cheadle reveló que aparece en la serie en su papel del MCU de James "Rhodey" Rhodes. Florence Kasumba también repite su papel como Ayo de películas anteriores del MCU. Julia Louis-Dreyfus fue elegida como Valentina Allegra de Fontaine. Se esperaba que Louis-Dreyfus apareciera por primera vez en Black Widow (2021) antes de que los retrasos empujaran el estreno de la película después de la serie.
En diciembre de 2019, Desmond Chiam y Miki Ishikawa se unieron al elenco, y Noah Mills fue elegido en enero de 2020. En febrero de 2020, Carl Lumbly se unió al elenco como Isaiah Bradley. Un año después, el tráiler de la serie reveló que Amy Aquino había sido elegida como la terapeuta de Barnes. Janeshia Adams-Ginyard y Zola Williams retomando sus respectivos roles del MCU de Nomble y Yama, miembros de las Dora Milaje, de películas anteriores del MCU.

### Diseño

#### Sets y vestuarios
El diseñador de producción Raymond Chan anteriormente trabajó como director de arte supervisor en muchas películas del MCU. Chan y los productores querían darle a la serie una "sensación global" con un enfoque en el rodaje en locación. La paleta de colores general de la serie es oscura y apagada, con algunas excepciones: los campos de refugiados del Blip son más claros y descoloridos, Madripoor tiene colores más saturados y la casa de Wilson en Luisiana tiene colores más brillantes y estampados más atrevidos. El diseñador de vestuario Michael Crow, quien también trabajó anteriormente en varias películas del MCU, extrapoló la apariencia urbana de Wilson en las películas, pero agregó más color y textura para alinearse con las escenas más brillantes de Luisiana de la serie. Para Barnes, Crow fue influenciado por el estilo clásico Americana y quería que tuviera el mismo "sabor" que Steve Rogers, vistiendo lo que usaría alguien de la década de 1940 atrapado en los tiempos modernos.
Los trajes de superhéroe de la serie fueron diseñados por el equipo de diseño de Marvel Studios con el aporte de Crow y el departamento de vestuario de la serie. Crow luego buscó técnicas utilizadas para hacer trajes de superhéroe para las películas cuando presentó los nuevos diseños cobran vida para la serie. El traje del Capitán América de Walker es "más estructurado, más blindado y más oscuro" que los trajes usados por Rogers en las películas, sin las secciones blancas. Su traje de U.S. Agent del final de la serie es muy similar a su traje de Capitán América, por razones prácticas, pero tiene una combinación de colores actualizada basada en los cómics. En contraste, el nuevo traje de Capitán América de Wilson tiene mucho blanco, lo que lo hace destacar del aspecto apagado general de la serie, y proporciona "una capa de esperanza y brillo", según Crow. El traje incluye una capucha con precisión cómica que Crow supo inmediatamente que iba a causar problemas al equipo de diseño y requeriría efectos visuales para completarse. El traje también incluye elementos que muestran que fue creado por Wakanda, incluidas alas de metal que Wilson puede usar como escudo.
Zemo lleva una máscara morada inspirada en el pasamontañas del personaje de los cómics. La versión de la serie es una máscara estructurada con material en la parte superior. El abrigo de Zemo debía parecer un "viejo uniforme militar sokoviano", inspirándose en la ropa tradicional eslava y los abrigos polacos y rusos de Segunda Guerra Mundial. Se agregó piel al abrigo para mantener el disfraz fiel a los cómics. El equipo de diseño pretendía que las máscaras de Flag Smashers pareciera que ellos mismos compraron máscaras baratas y pintaron su logotipo. Inicialmente agregaron una capa de tela a las máscaras para agregar textura, pero sintieron que era demasiado similar a la máscara de Zemo. El logotipo de los Flag Smasher fue diseñado por el equipo de diseño de Marvel Studios basándose en los cómics. Para la ropa de los Flag Smasher, Crow optó por diseños minimalistas para que pareciera que venían de campos de refugiados.

#### Títulos
La secuencia del título principal de la serie fue creada por Perception, quien se inspiró en los mensajes políticos y las ideologías de la serie. El diseño presenta "propaganda pegada en las paredes de la ciudad [con] múltiples capas de graffiti y volantes colocados, derribados y desfigurados". Perception usó el movimiento y la iluminación para crear un "ambiente misterioso que coincidiera con la atmósfera del programa", e incluyó varios mensajes ocultos y «easter eggs» en la secuencia, como "referencias y conexiones emocionantes con [los] cómics". Estos incluyen la Ley de Humanos Mejorados y el "Thunderbolt" de Thaddeus; los acuerdos de Sokovia; un cartel de "se busca" para Karli Morgenthau y varios ataques realizados por los Flag Smashers; Madripoor y el club Brass Monkey Saloon; intentos pasados para replicar el programa Capitán América, incluido que Isaiah Bradley esté etiquetado como un "sujeto"; y el Mediador de Poder.

### Rodaje
El rodaje comenzó el 31 de octubre de 2019, en Pinewood Atlanta Studios en Atlanta, Georgia, bajo el título provisional, Tag Team. Mackie y Stan anunciaron el inicio oficial del rodaje el 4 de noviembre. P.J. Dillon fue contratado como director de fotografía por sugerencia de Skogland, con quien había trabajado en la serie de televisión Vikings Marvel Studios había decidido desde el principio del desarrollo filmar The Falcon and the Winter Soldier como si fuera una película, con un director y un director de fotografía filmando todo el contenido a la vez según las ubicaciones disponibles. Esto contrastaba con una serie más tradicional que a menudo se dividía en bloques de filmación por episodio y tenía varios directores y directores de fotografía. Dillon dijo que emular una película con el presupuesto y el cronograma de la serie fue su mayor desafío, pero que él, Skogland y el resto de la producción aceptaron. Mackie comparó la producción a una película del UCM, diciendo que se sentía como filmar una película de seis horas que luego se cortaría a episodios individuales en lugar de filmar un episodio a la vez. Feige dijo que la serie tendría la "experiencia cinemática" de una película del UCM a través de seis episodios, mientras que Skogland sintió que la serie era "relatable" a las películas ya que conteía "acción, comedia, [un] ritmo de alto octanaje, caras familiares, y nuevos personajes".
Skogland tenía planes para su enfoque visual de la serie cuando contrataron a Dillon, momento en el que revisó las películas del MCU para asegurarse de sumergirse en su "lenguaje visual". Para ser coherentes con las películas de Capitán América y Avengers, optaron por conservar el formato cinematográfico de pantalla panorámica filmando con lentes anamórficos, pero por lo demás decidieron no limitar su estilo visual a lo que se había hecho anteriormente en la franquicia. La cámara principal de la serie fue la cámara DXL2 8K de Panavision, con lentes fijos anamórficos Panavision de la serie T que Dillon había "desafinado" se aproxima al aspecto de la antigua serie Panavision C de los años 1960 y 1970. Esto significaba que las lentes eran imperfectas, lo que, combinado con poca luz y humo en el set, añadió textura al metraje. Dillon dijo que el escudo del Capitán América era icónico y que era importante para él que siempre se mostrara claramente y con el color correcto siempre que fuera el foco de una toma, por lo que diseñó la paleta de colores general y los niveles de saturación de la serie en función del aspecto del escudo. Skogland se inspiró en las películas de David Lean y Midnight Cowboy (1969) para la serie, también como la película francesa The Intouchables (2011). The Intouchables la ayudaron a "sentirse segura al explorar algunas de las vulnerabilidades" de Wilson y Barnes, lo que se tradujo en diferentes enfoques para filmar cada personaje. Por ejemplo, el enfoque de Skogland hacia Wilson fue tener la cámara más atrás para capturar su entorno, mientras que el enfoque de Barnes fue intentar "estar en su cabeza" mediante el uso de primeros planos y un enfoque superficial que excluyera el fondo. A menudo utilizaba referencias fotográficas como inspiración para el enfoque visual de las escenas y quería que la serie tuviera una "estética ligeramente cruda, menos perfecta que quizás alguna película de gran presupuesto... un poco más atrevida y un poco más áspera". Skogland animó a Mackie y Stan a improvisar en el set y crear un ambiente positivo para la producción.
Los lugares de rodaje se llevaran a cabo en el área metropolitana de Atlanta de noviembre de 2019 hasta febrero de 2020. Las calles y vecindarios de Atlanta se vieron para representar partes de la ciudad de Nueva York, Baltimore, Luisiana y Washington D. C. La casa familiar de Sam en Luisiana se filmó en una casa abandonada en Savannah, Georgia, con los interiores construidos como decorados en Pinewood. Su muelle familiar de mariscos se filmó en el río Moon en Skidaway Island. El rodaje también ocurrió en la Base de Reserva Aérea de Dobbins en Marietta, Georgia, y en Maxwell Air Force Base en Montgomery, Alabama. Vancamp filmó su papel simultáneamente con la serie de televisión de Fox, The Resident, que también fue filmada en Atlanta. A mediados de enero, se esperaba que la filmación tuviera lugar en Arecibo, Puerto Rico, durante dos semanas, pero la producción en la isla se suspendió debido a una serie de terremotos en el lugar. El 3 de marzo, se reveló la producción que se mudaría a Praga, República Checa, durante tres semanas hasta el 25 de marzo, con la filmación en la ciudad a partir del 6 de marzo y se espera que continúe hasta la semana del 16 de marzo. Sin embargo, el rodaje se detuvo el 10 de marzo debido a la pandemia COVID-19 y los miembros de la producción regresaron a Atlanta. Stan dijo que se completaría el rodaje una vez que fuera seguro hacerlo, estimando que había al menos dos o tres semanas más de filmación necesarias. A principios de mayo, la República Checa permitió que la televisión y las producciones cinematográficas se iniciaran si siguieran nuevas pautas de higiene para miembros del reparto y el equipo, y en junio, el jefe de la Comisión de Cine Checa dijo que reparto y personal involucrado en Cine y las producciones de televisión estarían exentas de la prohibición de viajes de la Unión Europea sobre los ciudadanos estadounidenses que se estableció en vigencia el 1 de julio.
La producción en la serie estaba programada para reanudarse en Pinewood Atlanta Studios en agosto de 2020. Dillon regresó a su casa en Europa cuando la producción se suspendió y no pudo regresar a los Estados Unidos cuando se reanudó el rodaje. Se sintió decepcionado por no regresar, pero dijo que la mayor parte de la filmación se había completado antes del cierre, y ya había una cantidad de segundas unidades y fotografías adicionales para la serie que él tampoco filmó, lo cual no es inusual en grandes producciones. Según los editores de la serie, la mayor parte del metraje de las fechas de rodaje originales cubrió el primer, segundo y quinto episodio, con el tercero, cuarto, y el sexto todavía necesita mucho rodaje después del cierre. Skogland dijo que el equipo de la serie sabía exactamente lo que necesitaban para filmar una vez que fuera posible de comenzar de nuevo. El rodaje ocurrió en Atlantic Station en Atlanta a principios de septiembre, y Vancamp terminó de filmar sus escenas para la serie al final de ese mes. El rodaje en Praga se reanudó antes del 10 de octubre, en el cementerio de Olšany y el monasterio de Saint Gabriel en Smíchov. Mackie dijo que el reparto y el equipo siguieron estrictas medidas de cuarentena y distanciamiento social mientras filmaban en Praga. La producción de The Falcon and the Winter Soldier concluyó en Praga el 23 de octubre.

### Posproducción
Marvel Studios contrató a editores con experiencia en televisión para ayudar con el hecho de que el estudio no había hecho una serie de televisión antes. Kelley Dixon editó el primer y cuarto episodio, Todd Desrosiers editó el segundo y quinto, y Rosanne Tan editó el tercero y el sexto. Desrosiers trabajó anteriormente con Skogland en el episodio piloto de serie de televisión NOS4A2 y el showrunner de NOS4A2, Jami O'Brien, sugirió Tan a Skogland. Debido a que la serie se filmó basándose en locaciones y no en episodios, los editores recibieron material desordenado y tuvieron que trabajar en diferentes episodios al mismo tiempo. También continuaron tratando la serie como una película larga y, a veces, movieron escenas entre episodios si eso funcionaba mejor para la historia general. Los editores inicialmente trabajaban en Atlanta junto con el resto del equipo, pero cuando comenzó la producción cerrado debido a la pandemia de COVID-19, regresaron a Los Ángeles y comenzaron a trabajar de forma remota y a coordinar a través de Zoom. Skogland dijo que el equipo usó su tiempo sabiamente durante el cierre, lo que les permitió continuar con el trabajo de posproducción y tomar decisiones que normalmente no tendrían tiempo de tomar. Cuando se reanudó la producción, hubo un calendario reducido para completar la edición de la serie. Jeffrey Ford fue contratado como editor supervisor para trabajar en los seis episodios y ayudar a los otros editores a completar su trabajo a tiempo, habiendo editado previamente varias películas del MCU, incluido las películas Capitán América y Avengers. Los otros editores ya habían estado intentando igualar el estilo de edición de Ford en Captain America: The Winter Soldier. Ford se convirtió en un mentor para ellos, ayudándolos a acostumbrarse al flujo de trabajo de una producción de Marvel Studios y sus requisitos de efectos visuales. Debido al plazo reducido para completar la serie, los resúmenes que comienzan cada episodio fueron creados por la editora asistente de Tan, Caroline Wang.
Los efectos visuales fueron proporcionados por Cantina Creative, Crafty Apes, Digital Frontier FX, Industrial Light & Magic, QPPE, Rodeo FX, Sony Pictures Imageworks, Stereo D, Technicolor VFX, Tippett Studio, Trixter y Weta Digital.

## Música
Henry Jackman, quien compuso la banda sonora de Captain America: The Winter Soldier y Captain America: Civil War, comenzó a componer la serie en diciembre de 2020. Debido a que regresaba a la franquicia después de varios años, Jackman comenzó creando un "paquete de cuidado de audio" con diferentes temas, orquestaciones y armonías que había compuesto para las películas de Capitán América, para recordarse a sí mismo ese trabajo y organizarlo antes de acercarse a la música para la serie. Jackman explicó que el formato de la serie le permitió escribir una gama más amplia de música que las películas, ya que aún requería música para grandes secuencias de acción y, al mismo tiempo, tenía tiempo para momentos más tranquilos y basados en personajes. Describió la música de las últimas secuencias como más paciente, con instrumentación "más ligera y fina". Los muchos lugares visitados en la serie también le permitieron a Jackman explorar algo de música específica del entorno, como elementos del género Blues al explorar la historia de fondo de Wilson en Luisiana, o música electrónica para Madripoor que Jackman describió como "un escenario rave sucio".
Jackman repite varios de sus temas de las películas de la serie: el compositor expandió su motivo musical de Falcon de Winter Soldier (2015) en un tema de superhéroe completo inspirado en la música clásica, que combinó con algunos de los elementos de Blues para reconocer la historia de Wilson (el nuevo tema de Falcon se utiliza como tema de créditos finales de la serie, titulado «Louisiana Hero»); El tema del Soldado de Invierno de Jackman, que consiste en un "grito" y "clangs" que describió como "los últimos fragmentos de un humano alma atrapada dentro de un marco mecanicista ", se escucha durante las devoluciones de llamada al tiempo del personaje como un asesino; El tema "arañoso, algo rebelde" de Zemo de Civil War regresa para ese personaje; y Jackman usó una versión desafinada de su tema del Capitán América para representar a John Walker. Una vez que Walker se vuelve contra los héroes titulares, Jackman hizo la transición al tema operístico que usó para la pelea del Capitán América con Iron Man en Civil War debido a la similitud entre las dos situaciones. El compositor escribió un motivo nostálgico para la identidad civil de Barnes en The Winter Soldier que estaba ligado a la historia del personaje en la década de 1940, pero decidió no usarlo en la serie porque sintió que no encajaba con la versión moderna del personaje. En cambio, tomó un elemento del final de su tema del Soldado de Invierno que se toca con cuerdas en una escala octatónica "perturbadora" y "enderezada" a una escala diatónica para crear una nueva melodía civil para el personaje. Se toca con cuerdas, piano y guitarra. El tema de Jackman para los Flag Smashers tiene un "ambiente distópico".
La partitura de Jackman fue grabada por una orquesta de 53 músicos en Berlín, y fue publicada digitalmente por Marvel Music y Hollywood Records en dos volúmenes: la música de los primeros tres episodios se lanzó el 9 de abril de 2021, y la música de los últimos tres episodios se lanzó el 30 de abril. «Louisiana Hero» fue lanzado digitalmente como sencillo el 26 de marzo.
| The Falcon and the Winter Soldier: Vol. 1 (Episodes 1–3) [Original Soundtrack] |                                                          |          |  |
| N.º                                                                            | Título                                                   | Duración |  |
| 1.                                                                             | «Louisiana Hero»                                         | 2:14     |  |
| 2.                                                                             | «Tough Act to Follow»                                    | 1:16     |  |
| 3.                                                                             | «Airborne Operation»                                     | 5:56     |  |
| 4.                                                                             | «Smithsonian Tribute»                                    | 0:53     |  |
| 5.                                                                             | «Nightmares»                                             | 1:22     |  |
| 6.                                                                             | «What Do You Want?»                                      | 1:22     |  |
| 7.                                                                             | «Pluck Up the Nerve»                                     | 1:53     |  |
| 8.                                                                             | «New Agitators»                                          | 1:13     |  |
| 9.                                                                             | «The Wrong Guy»                                          | 1:38     |  |
| 10.                                                                            | «America's Sweetheart»                                   | 1:05     |  |
| 11.                                                                            | «No Parachute»                                           | 1:29     |  |
| 12.                                                                            | «Stakeout»                                               | 1:39     |  |
| 13.                                                                            | «Outmatched»                                             | 2:46     |  |
| 14.                                                                            | «Safe House»                                             | 2:41     |  |
| 15.                                                                            | «Someone You Should Meet»                                | 1:09     |  |
| 16.                                                                            | «Overlooked For Promotion»                               | 1:20     |  |
| 17.                                                                            | «Warranted Attention»                                    | 1:03     |  |
| 18.                                                                            | «Fraying Edges»                                          | 2:04     |  |
| 19.                                                                            | «Take One For the Team»                                  | 2:21     |  |
| 20.                                                                            | «Unnecessary Use of Force»                               | 1:48     |  |
| 21.                                                                            | «Prison Break»                                           | 4:41     |  |
| 22.                                                                            | «A Marriage of Convenience»                              | 0:32     |  |
| 23.                                                                            | «A Pure Heart»                                           | 1:48     |  |
| 24.                                                                            | «Town»                                                   | 1:24     |  |
| 25.                                                                            | «Attack, Soldier!»                                       | 1:47     |  |
| 26.                                                                            | «Breaking Character»                                     | 2:29     |  |
| 27.                                                                            | «Bad Science»                                            | 3:30     |  |
| 28.                                                                            | «Masked Man»                                             | 1:20     |  |
| 29.                                                                            | «Dissent and Disillusionment»                            | 1:08     |  |
| 30.                                                                            | «Radicalized»                                            | 1:19     |  |
| 31.                                                                            | «Star Spangled Man» (ft. The Captain America Drum Corps) | 1:44     |  |

## Marketing
En la Convención Internacional de Cómics de San Diego de 2019 se mostró un breve adelanto de The Falcon and the Winter Soldier, con Brühl como Zemo. El personaje usa su máscara púrpura tradicional de los cómics en el teaser. Skogland viajó a Budapest, donde Brühl estaba filmando The Alienist: Angel of Darkness, para capturar el metraje. El arte conceptual de la serie con diseños para los trajes de los personajes es incluido en Expanding the Universe, un especial de Marvel Studios que debutó en Disney+ el 12 de noviembre de 2019.
En diciembre, Feige presentó las primeras imágenes de la serie en la Comic Con Experience. Matt Goldberg, de Collider, los describió como más arraigados que WandaVision, la serie de Disney+, que también fue promovida en el evento, con un "thriller de espías estándar" similar a las películas de Capitán América. Un comercial de la serie, WandaVision, y Loki se mostró durante el Super Bowl LIV. Julia Alexander de The Verge dijo que el metraje "no era mucho", pero ofrecía "suficientes vislumbres para provocar a los fans". Haleigh Foutch en Collider sintió todos los comerciales del Super Bowl, los teasers de Marvel "robaron todo el espectáculo" y tenían "mucho por lo que emocionarse". Un tráiler de la serie se lanzó durante el Disney Investor Day en diciembre de 2020. Los escritores de Polygon dijeron que el tráiler "sin duda cumplió" e hizo que la serie pareciera que tenía un alcance similar a una película del MCU. Destacaron a los villanos de la serie que mostraba el tráiler, Zemo y los Flag Smashers. Angie Han de Mashable sintió que el tráiler prometía acción, una trama de jet-set, algunos villanos muy espeluznantes y, lo mejor de todo, el regreso de la dinámica de pareja extraña y mejores amigos-enemigos de los personajes" de Civil War. Laura Hurley de CinemaBlend dijo que la acción del tráiler fue tan épica que podría ser el tráiler de una película del MCU en lugar de una serie. Escribiendo para io9, Charles Pulliam-Moore llamó al tráiler "nada menos que una locura".
Se mostró un anuncio de televisión durante Super Bowl LV que anunciaba el lanzamiento del segundo tráiler de la serie. Ben Pearson de /Film dijo el tráiler fue un regreso al "estilo de la casa Marvel, bromista y lleno de acción" después del estreno de la menos convencional WandaVision. Pearson se preguntó cómo habría sido diferente esta perspectiva si The Falcon and the Winter Soldier se hubiera estrenado antes de WandaVision como se planeó originalmente. Ethan Alter en Yahoo! también comparó el tráiler con WandaVision y dijo que la serie parecía "traer los fuegos artificiales que el público espera tradicionalmente de las aventuras del MCU". Brenna Ehrlich de Rolling Stone calificó el tráiler como "repleto de explosiones, acrobacias que revuelven el estómago y todo tipo de intriga". Hablando de la aparición de Sharon Carter en el tráiler, Ian Cardona de Comic Book Resources sintió que aunque fueron unos segundos, el personaje "finalmente estaba recibiendo el respeto que se merece" luego de sus breves apariciones en las películas del MCU. En varias plataformas de redes sociales, el tráiler y el anuncio de televisión tuvieron más de 125 millones de vistas combinadas en 24 horas. El tráiler se convirtió en el más visto de una serie de transmisión, superando los 53 millones de visitas del tráiler de WandaVision de septiembre de 2020. También tuvo 217.000 menciones en las redes sociales y el mayor volumen de búsqueda de Google entre todas las ofertas de entretenimiento. Anthony D'Alessandro en Deadline Hollywood señaló que era raro que la lista de los 10 anuncios de Super Bowl más buscados de la compañía de análisis EDO, que mide las búsquedas dentro de los cinco minutos posteriores a la emisión de un anuncio, para incluir un tráiler en lugar de anuncios de marca, pero el anuncio de The Falcon and the Winter Soldier ocupó el quinto lugar en la lista. Según YouTube, el tráiler fue el sexto más visto el anuncio de Super Bowl LV en el sitio.
Cuatro episodios de la serie de televisión de Disney+, Marvel Studios: Legends exploran Falcon, Winter Soldier, Zemo y Sharon Carter usando imágenes de sus apariciones en películas del MCU. Los episodios centrados en Falcon y Winter Soldier estrenaron el 5 de marzo de 2021, y los episodios de Zemo y Sharon Carter se estrenaron el 12 de marzo. También en marzo, Xbox lanzó comerciales de promoción cruzada de la serie con Xbox Series X y Series S y Xbox Game Pass. Los comerciales presentan a Mackie junto a DC Pierson como Aaron, un vendedor de una tienda de juegos, retomando su papel de Captain America: The Winter Soldier, donde era empleado de Apple Store. Se revela que Aaron es Noobmaster69, el jugador de Fortnite que Thor amenaza en Avengers: Endgame. El 15 de marzo se lanzó un tráiler final de la serie. Austen Goslin de Polygon pensó que era una buena muestra de la historia, la acción y las bromas de la serie, mientras que Matthew Jackson de Syfy Wire sintió que aclaró que la serie sería una pelea personal. Dijo que los tráilers habían demostrado que la serie podría "abrir el futuro para este rincón en particular" del MCU. Hablando sobre el tráiler final de io9, James Whitbrook destacó sobre las amenazas físicas y existenciales a Wilson y Barnes, y estaba intrigado por la representación de Flag-Smasher como un movimiento en lugar de un solo personaje. En junio de 2021, Hyundai Motor Company lanzó un comercial con Mackie como Wilson / Capitán América promocionando The Falcon and the Winter Soldier y el Hyundai Tucson. El comercial fue producido por Marvel junto con comerciales similares de WandaVision, Loki y What If...?, y estaba destinado a contar una historia "en el mundo" ambientada dentro de la narrativa de la serie.
En enero de 2021, Marvel anunció su "Marvel Must Haves", que revela nuevos juguetes, juegos, libros, ropa, decoración del hogar y otros productos relacionados con cada episodio de la serie el lunes siguiente al estreno de un episodio. El 15 de marzo, ropa general, Funko Pops, coleccionables, accesorios y artículos para el hogar de la serie se revelaron para el programa, con la mercancía "Must Haves" para los episodios que comienzan el 22 de marzo y concluyendo el 26 de abril.  En julio, Hasbro presentó una versión con el tema de la serie de Monopoly que se lanzaría el 10 de agosto.

## Estreno

### Streaming
The Falcon and the Winter Soldier debutó el 19 de marzo de 2021 en Disney+. Consta de seis episodios, que se estrenaron semanalmente hasta el 23 de abril. La serie estaba originalmente programada para ser estrenada en agosto de 2020, pero se retrasó después de que el rodaje se retrasara debido a la pandemia de COVID-19. Esto la convirtió en la segunda serie estrenada por Marvel Studios, después de WandaVision, a pesar de haber sido desarrollada primero. Forma parte de la Fase Cuatro del UCM.

### Medios domésticos
The Falcon and the Winter Soldier se lanzó en Ultra HD Blu-ray y Blu-ray por Walt Disney Studios Home Entertainment el 30 de abril de 2024, con empaques de discos (SteelBooks) y tarjetas de arte conceptual. Las funciones adicionales incluyen el reportaje «Cap's Shield»; escenas eliminadas; un carrete de bloopers; y el especial documental Marvel Studios: Assembled, The Making of The Falcon and the Winter Soldier.

## Recepción

### Audiencia
Disney+ anunció que el primer episodio, «New World Order» fue el estreno de serie más visto del servicio de streaming en su primer fin de semana (del 19 al 22 de marzo de 2021), por delante de los estrenos de WandaVision y la segunda temporada de The Mandalorian. Además, The Falcon and the Winter Soldier fue el título más visto en todo el mundo durante ese período de tiempo en Disney+, incluso en los mercados de Disney+ Hotstar. Samba TV informó que 1,7 millones de hogares vieron el episodio en su primer fin de semana. TVision determina las impresiones de visualización contando a sus 14.000 espectadores en televisores conectados que han visto al menos dos minutos de un título dentro de una sesión de visualización de contenido durante al menos cinco minutos, en todos los principales servicios de streaming y video publicitario a pedido de Estados Unidos. La empresa informó que The Falcon and the Winter Soldier fue la serie más vista de abril de 2021 en todas las plataformas medidas, siendo casi 40 veces más vistas que la serie promedio medida por el servicio.

### Respuesta crítica
El sitio web del agregador de reseñas, Rotten Tomatoes informó una calificación de aprobación del 84% con una calificación promedio de 7.25/10, basada en 336 revisiones. El consenso crítico del sitio dice: "Repleto de acción taquillera y hábiles ritmos de personajes, Falcon and the Winter Soldier demuestra ser digno del legado del Capitán América con su intriga de trotamundos, comentarios sociales maduros y la relación chispeante entre las estrellas Anthony Mackie y Sebastian Stan". Metacritic, que utiliza un promedio ponderado, asignó una puntuación de 74 sobre 100 sobre la base de 32 críticos, lo que indica "revisiones generalmente favorables".
The Falcon and the Winter Soldier fue elogiado "por llevar la experiencia negra al frente" al abordar temas como la discriminación racial y confrontar "los pecados originales de Estados Unidos que se construyen sobre las espaldas de los negros". David Betancourt, criticando el final de temporada para The Washington Post, analizó los temas raciales que rodean al personaje de Sam Wilson, un hombre negro, que adquiere el manto del Capitán América. Al señalar que originalmente se planeó que la serie debutara en 2020, antes de que la pandemia de COVID-19 la retrasara, Betancourt creía que había "algo inquietantemente oportuno sobre un Capitán América negro volando en el cielo días después de el veredicto en el asesinato de George Floyd" y también señaló que Barnes podría estar en una relación con Leah, una mujer asiática, también" en un momento en que los estadounidenses de origen asiático no se sienten seguros en Estados Unidos por ataques racistas". Si bien estos sucesos que ocurren en la serie no "arreglan nada", Betancourt dijo que "no puedes evitar sentir algo cuando lo ves".
Brian Lowry, que escribe para CNN, dijo: "En general, la serie logró hábilmente su misión principal, que era explorar la tensión dramática en Wilson convirtiéndose en el Capitán América, de una manera que iba más allá de que le dijeran que el escudo ahora le pertenecía. También continuó demostrando la capacidad de Marvel para montar grandes y poderosas acciones en producciones para Disney+, al tiempo que mostraba la profundidad de su universo". Llamando a la serie "defectuosa pero divertida", Brian Tallerico de Vulture afirmó que The Falcon and the Winter Soldier "a menudo se sentía apresurado y carecía de cierta profundidad en su análisis de la raza y el poder en este país", pero sirvió a su propósito como una historia de origen para el Capitán América de Wilson al establecer futuros proyectos del MCU. En términos de cómo sería recordado, sintió que sería "difícil medir su impacto total" hasta que los hilos de su trama se retomaran en futuros proyectos del MCU, como fue el caso con la mayoría de las entradas del MCU.
El ritmo de la serie recibió algunas críticas. En su revisión del primer episodio, Alec Bojalad de Den of Geek creía que publicar los episodios de la serie semanalmente era un detrimento general, ya que el primer episodio se interpretó como el primer acto de una historia más amplia y se sintió " frustrantemente incompleto a veces" en comparación con cómo se sentiría ver la serie completa a la vez. Esto contrastaba con la primera serie de Marvel Studios, WandaVision, que había sido "incuestionablemente una experiencia episódica" con cada episodio independiente y con finales de suspenso al estilo de la televisión. Para el tercer episodio, Alan Sepinwall de Rolling Stone sintió que la serie estaba "inclinándose hacia el modelo de 'película de seis horas' en este punto, donde la única preocupación es avanzar en el trama por cualquier medio necesario, independientemente de lo interesante que sea por sí mismo". Él creía que en comparación con WandaVision, que fue "muy claramente construido para ser consumido semanalmente", The Falcon and the Winter Soldier habría sido mejor para ver todo a la vez que como episodios semanales. Sepinwall finalmente concluyó que The Falcon and the Winter Soldier "estaba tratando de hacer mucho más de lo que podía manejar cómodamente", ya que tenía demasiados personajes y tramas que los escritores no podían ejecutar con éxito por completo, con episodios individuales que se sintieron "lentos" a pesar de que sucedían muchas cosas en ellos, porque "esos diversos incidentes no hacen mucho más que hacer avanzar la trama".
Noel Murray dijo en The New York Times que The Falcon and the Winter Soldier fue "en gran parte disfrutable aunque dispersa" dado que "vagabundeaba demasiado, metiendo demasiados personajes secundarios y demasiado mitología de Marvel". Sin embargo, todavía fue "muy rápido" ver a Wilson "sobrevolando el aire", primero como Falcon en el primer episodio, y luego nuevamente como el Capitán América en el sexto episodio, que fue "aún más satisfactorio". Darren Franich de Entertainment Weekly le dio a la serie una "D", creyendo que había destellos de lo que la serie "podría haber sido". Dijo: "Este atolladero poco maravilloso de Disney+ enterró sus mejores instintos debajo de cameos sin inspiración, estupidez geopolítica y adelantos derivados. El creador Malcolm Spellman luchó por mantener a Sam en primer plano, pero la historia en expansión perdió el foco".

### Reconocimientos
| Premio                                       | Fecha de ceremonia       | Categoría                                                                              | Receptor(es) | Resultado | Ref(s)  |
| -------------------------------------------- | ------------------------ | -------------------------------------------------------------------------------------- | --- | --------- | ------- |
| MTV Movie & TV Awards                        | 16 de mayo de 2021       | Mejor Héroe                                                                            | Anthony Mackie | Ganador   | [ 192 ] |
| MTV Movie & TV Awards                        | 16 de mayo de 2021       | Mejor Dúo                                                                              | Anthony Mackie y Sebastian Stan | Ganadores | [ 192 ] |
| Mejor Miniserie                              | Nominado                 |                                                                                        | |           |         |
| Golden Trailer Awards                        | 22 de julio de 2021      | Mejor BTS / EPK para una serie de TV                                                   | «Co-Workers» (ZEALOT) | Nominado  | [ 193 ] |
| Black Reel TV Awards                         | 15 de agosto de 2021     | Mejor serie dramática                                                                  | Malcolm Spellman (por The Falcon and the Winter Soldier) | Nominado  | [ 194 ] |
| Black Reel TV Awards                         | 15 de agosto de 2021     | Mejor actor en serie dramática                                                         | Anthony Mackie | Nominado  | [ 194 ] |
| Black Reel TV Awards                         | 15 de agosto de 2021     | Mejor guion de una serie dramática                                                     | Malcolm Spellman (por «New World Order») | Nominado  | [ 194 ] |
| Black Reel TV Awards                         | 15 de agosto de 2021     | Mejor actor invitado en una serie dramática                                            | Carl Lumbly | Nominado  | [ 194 ] |
| Black Reel TV Awards                         | 15 de agosto de 2021     | Mejor actriz invitada en una serie dramática                                           | Florence Kasumba | Nominada  | [ 194 ] |
| Hollywood Critics Association TV Awards      | 29 de agosto de 2021     | Mejor Actor en una serie de drama para TV                                              | Anthony Mackie | Nominado  | [ 195 ] |
| Hollywood Critics Association TV Awards      | 29 de agosto de 2021     | Mejor actor de reparto en una serie de drama para TV                                   | Daniel Brühl | Nominado  | [ 195 ] |
| Hollywood Critics Association TV Awards      | 29 de agosto de 2021     | Mejor actor de reparto en una serie de drama para TV                                   | Wyatt Russell | Nominado  | [ 195 ] |
| Premios Primetime Emmy a las Artes Creativas | 11 de septiembre de 2021 | Mejor edición de sonido para una serie de comedia o drama (una hora)                   | Matthew Wood, Bonnie Wild, James Spencer, Richard Quinn, Steve Slanec, Kimberly Patrick, Teresa Eckton, Frank Rinella, Devon Kelley, Larry Oatfield, Anele Onyekwere, Dan Pinder, Ronni Brown y Andrea Gard (por «One World, One People») | Nominados | [ 196 ] |
| Premios Primetime Emmy a las Artes Creativas | 11 de septiembre de 2021 | Mejores efectos visuales especiales en una serie o película para televisión            | Eric Leven, Mike May, John Haley, Daniel Mellitz, Chris Waegner, Charles Tait, Sébastien Francoeur, Chris Morley y Mark LeDoux | Nominados | [ 196 ] |
| Premios Primetime Emmy a las Artes Creativas | 11 de septiembre de 2021 | Mejor coordinación de acrobacias                                                       | Hank Amos y Dave Macomber | Nominados | [ 196 ] |
| Premios Primetime Emmy a las Artes Creativas | 11 de septiembre de 2021 | Mejor rendimiento excepcional en acrobacias                                            | John Nania, Aaron Toney y Justin Eaton (por «Truth») | Nominados | [ 196 ] |
| Premios Primetime Emmy a las Artes Creativas | 11 de septiembre de 2021 | Mejor actor invitado en una serie dramática                                            | Don Cheadle | Nominado  | [ 196 ] |
| Hollywood Professional Association Awards    | 18 de noviembre de 2021  | Mejores efectos visuales - episódico (menos de 13 episodios) o largometraje no teatral | Johannes Bresser, Mark Smith, Alexia Cui, Paul Jenness y Sebastian Bommersheim (por «New World Order») | Nominados | [ 197 ] |
| People's Choice Awards                       | 7 de diciembre de 2021   | Serie de Ciencia ficción/Fantasía del 2021                                             | The Falcon and the Winter Soldier | Nominado  | [ 198 ] |
| People's Choice Awards                       | 7 de diciembre de 2021   | Estrella de TV masculina                                                               | Anthony Mackie | Nominado  | [ 198 ] |
| NAACP Image Awards                           | 26 de febrero de 2022    | Guion destacado en una serie dramática                                                 | Malcolm Spellman (por «New World Order») | Nominado  | [ 199 ] |
| Screen Actors Guild Awards                   | 27 de febrero de 2022    | Mejor actuación de un conjunto de acróbatas en serie de drama o comedia                | The Falcon and the Winter Soldier | Nominado  | [ 200 ] |
| Visual Effects Society Awards                | 8 de marzo de 2022       | Mejor composición e iluminación en un episodio                                         | Nathan Abbot, Beck Veitch, Markus Reithoffer y James Aldous (por «New World Order») | Nominados | [ 201 ] |
| Critics' Choice Super Awards                 | 17 de marzo de 2022      | Mejor actor en serie de superhéroes                                                    | Anthony Mackie | Nominado  | [ 202 ] |
| Premios Saturn                               | 25 de octubre de 2022    | Mejor actor en una serie de streaming                                                  | Anthony Mackie | Nominado  | [ 203 ] |

Antes del estreno del episodio final, Marvel Studios decidió presentar The Falcon and the Winter Soldier en las categorías de series dramáticas para los Premios Primetime Emmy en lugar de las categorías de series limitadas. Moore dijo que esta decisión se tomó en torno al estreno de la serie, con Marvel Studios sintiendo que las categorías de drama eran apropiadas para el contenido más "dramático" de la serie. Añadió que todavía no se había considerado si Stan y Mackie serían presentados para Mejor actor en una serie dramática o si uno se presentaría para Mejor actor de reparto en una serie dramática; Mackie y Stan finalmente fueron presentados para Mejor actor.

## Especial documental
En febrero de 2021, se anunció la serie documental Marvel Studios: Assembled. El primer especial de la serie, Assembled: The Making of The Falcon and the Winter Soldier, va detrás de escena de la realización de la serie, con Spellman, Skogland, Stan, Mackie, Russell, Kellyman, Cheadle, Brühl, VanCamp, Kasumba, Louis-Dreyfus y otros discutiendo la importancia de los problemas raciales dentro de la narrativa, las escenas de acción y el impacto de la pandemia de COVID-19 en la producción de la serie. El especial se estrenó en Disney+ el 30 de abril de 2021, y se incluirá como parte del lanzamiento en medios domésticos de la serie el 30 de abril de 2024.

## Futuro
Antes del estreno de la serie, Mackie dijo que no había habido discusiones sobre una segunda temporada de la serie, y que no estaba seguro de cuándo aparecería en una película del UCM, especialmente debido al impacto de la pandemia en los cines. Skogland dijo que no estaba segura de si habría una segunda temporada y sintió que había podido hacer todo lo que quería en los primeros seis episodios, pero dijo que había más historias y personajes para explorar si se hacía una segunda temporada. Feige dijo que había ideas sobre lo que podría ser "otra" si se hiciera una segunda temporada, pero Marvel tenía la intención de que la serie condujera a futuras películas del UCM primero como lo hicieron con WandaVision. Agregó que no quería estropear la serie confirmando una segunda temporada o discutiendo los planes que Marvel tenía para los personajes de la serie antes de que la serie fuera completamente estrenada. En abril de 2021, Moore dijo que el final de la serie mostraría elementos de la historia para una posible segunda temporada, y agregó que la serie exploraba temas "perdurables" que se prestaban a una mayor exploración, a diferencia de la historia contenida de WandaVision.
El 23 de abril de 2021, el mismo día en que se estrenó el episodio final de la serie, se reveló que Spellman y el escritor de la serie Dalan Musson estaban escribiendo el guion de una cuarta película del Capitán América que se esperaba que girara en torno a Wilson y continuara a partir de los eventos de la serie. Nick Romano de Entertainment Weekly creía que una segunda temporada con el título de Capitán América y el Soldado de Invierno había sido "inevitable" dada la forma en que terminó la serie. Sin embargo, conocer el informe sobre la cuarta película del Capitán América se sumó a la intriga de qué dirección tomaría Marvel Studios, teniendo en cuenta los comentarios anteriores de Feige y otros que implicaban que la serie obtendría una segunda temporada adecuada. Mackie no tenía conocimiento de ningún plan para una película o una segunda temporada, pero estaba "emocionado de ver qué pasaría", en agosto de 2021, firmó un trato para protagonizar la película. En julio de 2022, Julius Onah fue elegido para dirigir la película, y la película se anunció oficialmente ese mismo mes en la Convención Internacional de Cómics de San Diego como Captain America: New World Order. Ramírez y Lumbly repiten sus papeles en la película, y se les une Tim Blake Nelson como Samuel Sterns / Líder y Liv Tyler como Betty Ross, ambos de The Incredible Hulk (2008), y Shira Haas como Sabra. Harrison Ford aparece como Thaddeus Ross, reemplazando al actor original, William Hurt luego de su fallecimiento. En junio de 2023, la película fue retitulada Captain America: Brave New World. Su estreno está programado para el 14 de febrero de 2025.